# Heterotaxis valenzuelana
Heterotaxis valenzuelana là một loài thực vật có hoa trong họ Lan. Loài này được (A.Rich.) Ojeda & Carnevali mô tả khoa học đầu tiên năm 2005.

## Hình ảnh

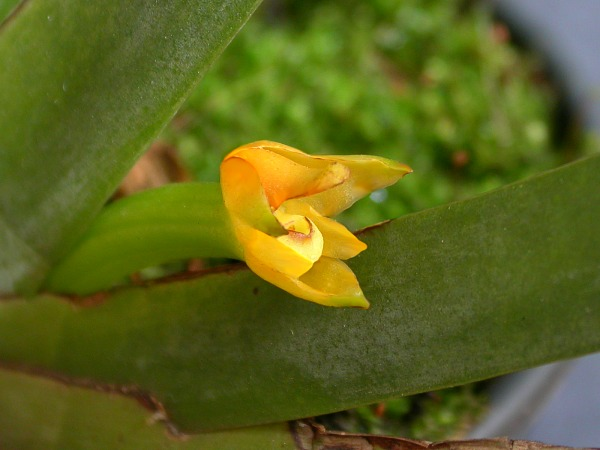
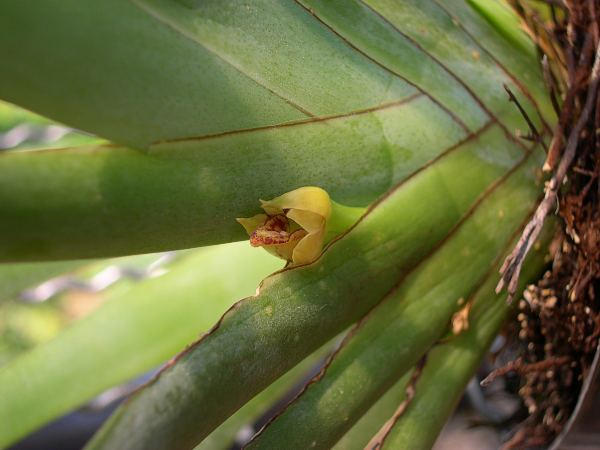
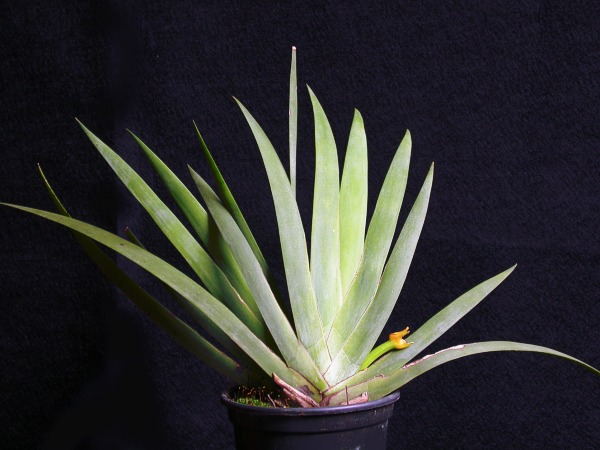
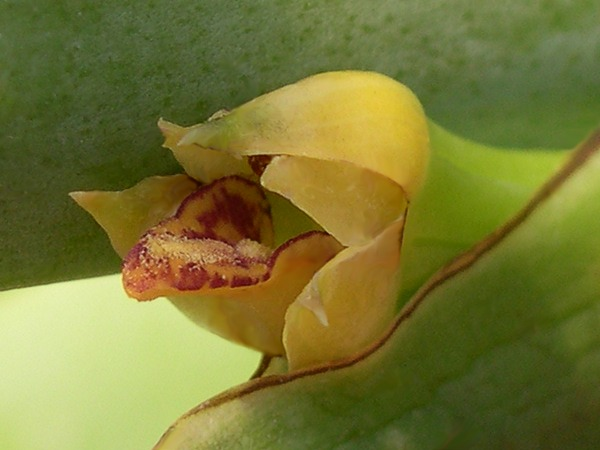